# Blind Rage
《Blind Rage》는 독일의 헤비 메탈 밴드 억셉트의 열네 번째 스튜디오 음반이다. 2014년 8월 15일, 뉴클리어 블래스트를 통해 발매되었다. 이 음반은 독일 음반 차트에서 1위로 데뷔했다. 이 음반은 2014년 12월, 밴드를 떠난 기타리스트 헤르만 프랑크와 드러머 슈테판 슈바르츠만과 함께한 억셉트의 마지막 음반이다.

## 배경
이 음반의 제목과 커버 아트는 2014년 4월 초에 공개되었다. 동시에 이 음반은 2014년 7월 18일에 발매될 예정이라고 발표되었다.  그러나, 이것은 나중에 2014년 8월 15일로 연기되었다.
그 밴드는 음반 홍보를 위한 투어 일정을 발표했다. 2014년 9월 중순에 네 번의 미국 공연이 있었다. 그 후, 그 밴드는 2014년 9월과 10월에 유럽 투어를 할 것이다. 2014년 11월에는 오스트레일리아의 여러 공연도 예정되어 있다.
2014년 7월 11일에 이 음반의 리드 싱글인 〈Stampede〉가 발매되었다. 그레그 아로노비츠가 감독한 비디오도 이 곡을 위해 만들어졌다. 그것은 캘리포니아 사막의 데블스 펀치볼에서 공연하는 밴드를 특징으로 한다. 2014년 8월 13일, 〈Final Journey〉의 가사 영상이 공개되었다.

## 반응
| 전문가 평가                     | 전문가 평가 |
| 평가 점수                       | 평가 점수   |
| 출처                            | 점수        |
| ------------------------------- | ----------- |
| AllMusic                        | [ 10 ]      |
| Blabbermouth.net                | 8.5/10      |
| Brave Words and Bloody Knuckles | (9/10)      |
| Metalholic                      | [ 13 ]      |
| All About The Rock              | [ 14 ]      |

올뮤직의 그레고리 히니는 이 음반이 짧은 목줄 위의 경비견과 같다며 "마치 어떤 순간에도 상황이 나빠지고 통제할 수 없게 될 수 있는 것처럼, 여전히 위험하다"고 논평했다.
Blabbermouth.net의 레이 반 혼 주니어는 이 음반에 대해 호의적인 평가를 내렸다. 그는 억셉트가 여전히 "누가 마이크를 잡든 간에 그들의 거래의 달인"이라는 증거로 이를 인용했다. 반 혼은 또한 이 음반에 수록된 몇 곡의 곡들이 밴드 활동 초기의 순간들, 특히 《Balls to the Wall》와 《Metal Heart》를 언급하고 있다고 의견을 밝혔다.
브레이브 워즈와 블러디 너클스의 마크 그로멘은 이 음반에 긍정적인 반응을 보였다. 그로멘은 이 음반이 《Stalingrad》보다 《Blood of the Nations》에 더 가깝다고 언급했다.
《Blind Rage》는 독일 차트에서 1위로 데뷔했고, 이는 이 밴드의 생애 첫 1위 데뷔가 되었다. 이 음반은 또한 핀란드에서 1위로 데뷔했고, 빌보드 200에서 35위로 정점을 찍으며 미국에서 억셉트의 가장 높은 차트 순위가 되었다.
이 음반은 2014년 메탈 스톰 어워드 최우수 헤비 메탈/멜로디 음반상을 수상했다.

## 곡 목록
모든 곡들은 피터 발테스, 울프 호프만 그리고 마크 토르니요에 의해 작사/작곡하였다.
| #   | 제목                       | 재생 시간 |
| --- | -------------------------- | --------- |
| 1.  | 〈Stampede〉               | 5:14      |
| 2.  | 〈Dying Breed〉            | 5:21      |
| 3.  | 〈Dark Side of My Heart〉  | 4:37      |
| 4.  | 〈Fall of the Empire〉     | 5:45      |
| 5.  | 〈Trail of Tears〉         | 4:08      |
| 6.  | 〈Wanna Be Free〉          | 5:37      |
| 7.  | 〈200 Years〉              | 4:30      |
| 8.  | 〈Bloodbath Mastermind〉   | 5:59      |
| 9.  | 〈From the Ashes We Rise〉 | 5:43      |
| 10. | 〈The Curse〉              | 6:28      |
| 11. | 〈Final Journey〉          | 5:02      |